# Georges Boucher
Pour les articles homonymes, voir Boucher.
Temple de la renommée : 1960
John Georges Boucher, dit Buck Boucher (né le 19 août 1896 à Ottawa, province de l'Ontario au Canada - mort le 17 octobre 1960), est un joueur professionnel et entraîneur canadien de hockey sur glace. Il évoluait au poste de défenseur.

## Carrière de joueur
Il commence sa carrière professionnelle en 1917 avec les Sénateurs d'Ottawa dans la Ligue nationale de hockey. Il remporte quatre coupes Stanley avec les Sénateurs dont il a été capitaine. De 1922 à 1929, il forme, avec King Clancy, un des duos de défenseurs les plus efficaces de la ligue. Il rejoint les Maroons de Montréal en 1928. Il porte également plus tard les couleurs des Black Hawks de Chicago. Il met un terme à sa carrière en 1933 après une dernière saison avec les Cubs de Boston. Il meurt d'un cancer de la gorge en 1960 trois semaines après avoir été intronisé au temple de la renommée du hockey.

## Carrière d'entraîneur
De 1930 à 1950, il a dirigé de nombreuses équipes dont les Maroons de Montréal, les Sénateurs d'Ottawa, les Eagles de Saint-Louis, et les Bruins de Boston dans la LNH, les Cubs de Boston et Indians de Springfield.

## Parenté dans le sport
Ses frères Frank, Joe, Bobby et Billy ont évolué dans la LNH.

## Statistiques

### Joueur
| Saison     | Équipe                   | Ligue      |     | Saison régulière | Saison régulière | Saison régulière | Saison régulière | Saison régulière |   | Séries éliminatoires | Séries éliminatoires | Séries éliminatoires | Séries éliminatoires | Séries éliminatoires |
| Saison     | Équipe                   | Ligue      | PJ  | B                | A                | Pts              | Pun              | PJ               | B | A                    | Pts                  | Pun                  |                      |                      |
| 1913-1914  | New Edinburghs d'Ottawa  | Exhib.     | 5   | 1                | 0                | 1                |                  |                  |   |                      |                      |                      |                      |                      |
| 1914-1915  | New Edinburghs d'Ottawa  | OCHL       | 15  | 12               | 0                | 12               |                  | 1                | 0 | 0                    | 0                    |                      |                      |                      |
| 1914-1915  | Royal Canadians d'Ottawa | OCHL       | 4   | 6                | 0                | 6                |                  | 2                | 2 | 0                    | 2                    |                      |                      |                      |
| 1915-1916  | Royal Canadians d'Ottawa | OCHL       |     |                  |                  |                  |                  |                  |   |                      |                      |                      |                      |                      |
| 1915-1916  | La Casquette Montréal    | MCHL       | 1   | 1                | 0                | 1                | 0                |                  |   |                      |                      |                      |                      |                      |
| 1915-1916  | Sénateurs d'Ottawa       | ANH        | 19  | 9                | 1                | 10               | 62               |                  |   |                      |                      |                      |                      |                      |
| 1916-1917  | Sénateurs d'Ottawa       | ANH        | 18  | 10               | 5                | 15               | 27               | 2                | 1 | 0                    | 1                    | 8                    |                      |                      |
| 1917-1918  | Sénateurs d'Ottawa       | LNH        | 21  | 9                | 8                | 17               | 46               |                  |   |                      |                      |                      |                      |                      |
| 1918-1919  | Sénateurs d'Ottawa       | LNH        | 17  | 3                | 2                | 5                | 29               | 5                | 2 | 0                    | 2                    | 9                    |                      |                      |
| 1919-1920  | Sénateurs d'Ottawa       | LNH        | 22  | 9                | 8                | 17               | 55               | 5                | 2 | 0                    | 2                    | 2                    |                      |                      |
| 1920-1921  | Sénateurs d'Ottawa       | LNH        | 23  | 11               | 8                | 19               | 53               | 7                | 5 | 0                    | 5                    | 19                   |                      |                      |
| 1921-1922  | Sénateurs d'Ottawa       | LNH        | 23  | 13               | 12               | 25               | 12               | 2                | 0 | 0                    | 0                    | 4                    |                      |                      |
| 1922-1923  | Sénateurs d'Ottawa       | LNH        | 24  | 14               | 9                | 23               | 58               | 8                | 2 | 2                    | 4                    | 8                    |                      |                      |
| 1923-1924  | Sénateurs d'Ottawa       | LNH        | 21  | 13               | 10               | 23               | 38               | 2                | 0 | 1                    | 1                    | 4                    |                      |                      |
| 1924-1925  | Sénateurs d'Ottawa       | LNH        | 28  | 15               | 5                | 20               | 95               |                  |   |                      |                      |                      |                      |                      |
| 1925-1926  | Sénateurs d'Ottawa       | LNH        | 36  | 8                | 4                | 12               | 64               | 2                | 0 | 0                    | 0                    | 10                   |                      |                      |
| 1926-1927  | Sénateurs d'Ottawa       | LNH        | 40  | 8                | 3                | 11               | 115              | 6                | 0 | 0                    | 0                    | 43                   |                      |                      |
| 1927-1928  | Sénateurs d'Ottawa       | LNH        | 43  | 7                | 5                | 12               | 78               | 2                | 0 | 0                    | 0                    | 4                    |                      |                      |
| 1928-1929  | Sénateurs d'Ottawa       | LNH        | 29  | 3                | 1                | 4                | 60               |                  |   |                      |                      |                      |                      |                      |
| 1928-1929  | Maroons de Montréal      | LNH        | 12  | 1                | 1                | 2                | 10               |                  |   |                      |                      |                      |                      |                      |
| 1929-1930  | Maroons de Montréal      | LNH        | 37  | 2                | 6                | 8                | 50               | 3                | 0 | 0                    | 0                    | 2                    |                      |                      |
| 1930-1931  | Maroons de Montréal      | LNH        | 30  | 0                | 0                | 0                | 25               |                  |   |                      |                      |                      |                      |                      |
| 1931-1932  | Black Hawks de Chicago   | LNH        | 43  | 1                | 5                | 6                | 50               | 2                | 0 | 1                    | 1                    | 0                    |                      |                      |
| 1932-1933  | Cubs de Boston           | Can-Am     | 9   | 0                | 0                | 0                | 8                |                  |   |                      |                      |                      |                      |                      |
| Totaux LNH | Totaux LNH               | Totaux LNH | 449 | 117              | 87               | 204              | 838              | 28               | 5 | 3                    | 8                    | 88                   |                      |                      |

### Entraîneur
| Saison    | Équipe                 | Ligue  |    | PJ | V  | D  | N    | % V             |  | Séries éliminatoires |
| 1930-1931 | Maroons de Montréal    | LNH    | 12 | 6  | 5  | 1  | 54,2 | Quart-de-finale |  |                      |
| 1932-1933 | Cubs de Boston         | Can-Am | 48 | 21 | 18 | 9  | 53,1 | Champions       |  |                      |
| 1933-1934 | Sénateurs d'Ottawa     | LNH    | 48 | 13 | 29 | 6  | 33,3 | Non qualifiés   |  |                      |
| 1934-1935 | Eagles de Saint-Louis  | LNH    | 35 | 9  | 20 | 6  | 34,3 | Non qualifiés   |  |                      |
| 1935-1936 | Indians de Springfield | Can-Am | 48 | 21 | 22 | 5  | 49   |                 |  |                      |
| 1936-1937 | Indians de Springfield | IAHL   | 48 | 22 | 17 | 9  | 55,2 |                 |  |                      |
| 1946-1947 | Sénateurs d'Ottawa     | QSHL   | 40 | 26 | 10 | 4  | 70   |                 |  |                      |
| 1947-1948 | Sénateurs d'Ottawa     | QSHL   | 48 | 35 | 11 | 2  | 75   |                 |  |                      |
| 1949-1950 | Bruins de Boston       | LNH    | 70 | 22 | 32 | 16 | 42,9 | Non qualifiés   |  |                      |